# Boicot dels jugadors del Manly per la samarreta de l'Orgull LGBT
El boicot dels jugadors del Manly per la samarreta de l'Orgull LGBT va tenir lloc el juliol del 2022, quan set membres del club de rugbi australià Manly Warringah Sea Eagles van anunciar que no participarien en un partit perquè l'equip havia decidit que hi durien samarretes de l'orgull LGBT. El boicot va rebre tant suport com crítiques.

## Fets
El juliol del 2022, set jugadors del club Manly Warringah Sea Eagles, pertanyent a la National Rugby League, van informar que es negaven a portar una samarreta de l'orgull LGBT i que, per tant, boicotarien el partit del 28 de juliol contra els Sydney Roosters. El club havia decidit d'utilitzar la samarreta com a mostra de suport a la diversitat i la inclusió a la lliga de rugbi a 13, però no ho va comunicar als jugadors abans que als mitjans de comunicació. Els set jugadors implicats en el boicot —Josh Aloiai, Toafofoa Sipley, Tolutau Koula, Christian Tuipulotu, Haumole Olakau'atu, Jason Saab i Josh Schuster— van emparar-se en «motius culturals i religiosos».
El Manly va perdre el partit contra els Roosters a 20-10. Els set jugadors que van impulsar el boicot no hi van assistir per seguretat. Igualment, el Manly es va convertir en el primer equip de la National Rugby League a dur vestimenta en favor de la inclusió de la comunitat LGBT en l'esport.

## Reaccions
La reacció pública al boicot va ser heterogènia. Alguns aficionats van elogiar els jugadors per haver defensat les seves creences, mentre que d'altres els van titllar de fanàtics i hipòcrites. Els jugadors van rebre el suport d'alguns líders religiosos. L'entrenador del Manly, Des Hasler, es va disculpar amb els jugadors pel fet que el club no els ho hagués consultat abans d'anunciar-ho i va observar que els jugadors de l'equip eren «de creences i conviccions fermes».
Al programa de televisió Wide World of Sports de la cadena Nine Network, es va informar que un jove jugador del Manly que era un homosexual en l'armari es va frustrar per la decisió dels set jugadors: «Aquesta acció dels jugadors l'ha deixat tocat. Es pensava que si mai decidia fer públiques les seves preferències sexuals l'acceptarien, però ara veu clar que no». El radiolocutor i exjugador Mark Geyer va qualificar els boicotadors d'hipòcrites perquè el patrocinador del club, Pointsbet, promou els jocs d'aposta, i va manifestar que amb aquest gest havien insultat l'antic gran jugador del Manly, Ian Roberts, l'únic de la lliga professional de rugbi australiana que es va proclamar gai obertament. Per la seva banda, Roberts va comentar: «Respecto totalment els jugadors que decideixen no jugar, i el seu dret a no jugar, per les seves creences religioses».
Sis dels set jugadors eren originaris o descendents de natius de les Illes del Pacífic. Pel que fa a aquest tema, Guy Rundle va escriure en un article per al Crikey que les reaccions al boicot i contra els jugadors contenien «racisme condescendent, implícit i explícit».
El boicot va tenir un efecte negatiu en la temporada de l'equip. Segons Simon Brunsdon en un article a Nine's Wide World of Sports, el Manly «havia d'arribar a la final fins al fiasco de la samarreta de l'orgull LGBT en la 19a ronda, a partir del qual no va guanyar ni un sol partit de la lliga». De fet, el mateix partit boicotat tenia un gran pes en l'avanç cap a la final de la lliga. En conseqüència, van acomiadar Hasler com a entrenador.
El 2023, el comitè organitzador de la marxa de l'Orgull LGBT de Sydney no va admetre-hi la National Rugby League, que hi havia estat present en set ocasions anteriors. Tot i que el motiu oficial va ser la sobredemanda, es va plantejar que fos una resposta tardana a l'actuació de l'ens respecte del boicot dels mesos precedents.